# Patinação de velocidade em pista curta nos Jogos Olímpicos de Inverno de 2010
As competições de patinação de velocidade em pista curta nos Jogos Olímpicos de Inverno de 2010 foram disputadas no Pacific Coliseum entre os dias 13 e 26 de fevereiro. Oito eventos foram realizados.

## Calendário
| Fevereiro                              | 12 | 13 | 14 | 15 | 16 | 17 | 18 | 19 | 20 | 21 | 22 | 23 | 24 | 25 | 26 | 27 | 28 |
| -------------------------------------- | -- | -- | -- | -- | -- | -- | -- | -- | -- | -- | -- | -- | -- | -- | -- | -- | -- |
| Patinação de velocidade em pista curta |    | 1  |    |    |    | 1  |    |    | 2  |    |    |    | 1  |    | 3  |    |    |

|  | Dia de competição |  | Dia de final |

## Eventos
- 500 m masculino
- 1000 m masculino
- 1500 m masculino
- Revezamento 5000 m masculino
- 500 m feminino
- 1000 m feminino
- 1500 m feminino
- Revezamento 3000 m feminino

## Medalhistas
Masculino
| Evento                      | Ouro                                                                                                | Prata                                                                           | Bronze                                                                                |
| --------------------------- | --------------------------------------------------------------------------------------------------- | ------------------------------------------------------------------------------- | ------------------------------------------------------------------------------------- |
| 500 m detalhes              | Charles Hamelin CAN Canadá                                                                          | Sung Si-Bak KOR Coreia do Sul                                                   | François-Louis Tremblay CAN Canadá                                                    |
| 1000 m detalhes             | Lee Jung-Su KOR Coreia do Sul                                                                       | Lee Ho-Suk KOR Coreia do Sul                                                    | Apolo Anton Ohno USA Estados Unidos                                                   |
| 1500 m detalhes             | Lee Jung-Su KOR Coreia do Sul                                                                       | Apolo Anton Ohno USA Estados Unidos                                             | J.R. Celski USA Estados Unidos                                                        |
| Revezamento 5000 m detalhes | Charles Hamelin François Hamelin Olivier Jean François-Louis Tremblay Guillaume Bastille CAN Canadá | Kwak Yoon-Gy Lee Ho-Suk Lee Jung-Su Sung Si-Bak Kim Seoung-Il KOR Coreia do Sul | J.R. Celski Travis Jayner Jordan Malone Apolo Anton Ohno Simon Cho USA Estados Unidos |

Feminino
| Evento                      | Ouro                                               | Prata                                                                   | Bronze                                                                                         |
| --------------------------- | -------------------------------------------------- | ----------------------------------------------------------------------- | ---------------------------------------------------------------------------------------------- |
| 500 m detalhes              | Wang Meng CHN China                                | Marianne St-Gelais CAN Canadá                                           | Arianna Fontana ITA Itália                                                                     |
| 1000 m detalhes             | Wang Meng CHN China                                | Katherine Reutter USA Estados Unidos                                    | Park Seung-Hi KOR Coreia do Sul                                                                |
| 1500 m detalhes             | Zhou Yang CHN China                                | Lee Eun-Byul KOR Coreia do Sul                                          | Park Seung-Hi KOR Coreia do Sul                                                                |
| Revezamento 3000 m detalhes | Sun Linlin Wang Meng Zhang Hui Zhou Yang CHN China | Jessica Gregg Kalyna Roberge Marianne St-Gelais Tania Vicent CAN Canadá | Allison Baver Alyson Dudek Lana Gehring Katherine Reutter Kimberly Derrick* USA Estados Unidos |

* Participou apenas das eliminatórias, mas recebeu medalhas.

## Quadro de medalhas
| Ordem | País               | Medalha de ouro | Medalha de prata | Medalha de bronze |    | Ordem por total |
| ----- | ------------------ | --------------- | ---------------- | ----------------- | -- | --------------- |
| 1     | CHN China          | 4               |                  |                   | 4  | 4               |
| 2     | KOR Coreia do Sul  | 2               | 4                | 2                 | 8  | 1               |
| 3     | CAN Canadá         | 2               | 2                | 1                 | 5  | 3               |
| 4     | USA Estados Unidos |                 | 2                | 4                 | 6  | 2               |
| 5     | ITA Itália         |                 |                  | 1                 | 1  | 5               |
| TOTAL | TOTAL              | 8               | 8                | 8                 | 24 | —               |